# 茨林圍
茨林圍位於澳門半島聖安多尼堂區，是該區僅有最大的一條圍村，橫跨高園街分成南北兩段。以北的一段為斜坡，在大三巴牌坊天主教藝術博物館後面，被高園街、同安街、新勝街和花王堂高園包圍，從高園街向新勝街斜落；而以南的一段則在大三巴旁邊，於舊城牆遺址與高園街之間。總佔地約9,000平方米。在17世紀時，是日本天主教徒聚居的地方。

## 歷史沿革
此處原本是慶盛坊。在1596年明朝萬曆年間，日本於豐臣秀吉就任關白的時期，禁制天主教，並大舉捕捉當地天主教徒，以致很多日本天主教徒逃到澳門避居。後來日本在德川家康死後，更嚴禁流落海外的天主教徒返國，違者則會被處死，自此在澳避居的日本人不能回國，而欲到日本的傳教士亦被迫滯留，故逐漸的就在聖保祿教堂旁邊聚居，形成村落。及後該村被命名為「茨林」，據說是他們聚居時約在舊城牆下開闢土地種植馬鈴薯（茨）食用，因而得名。住在圍內的日本人又在圍內開鑿水井以供飲用和灌溉，也是當時澳門最大的一個水井。也有学者认为“茨林圍”源于“柿林圍”。茨林圍的葡文名称“Espinho”意为“尖角”。
1602年，耶穌會會士第三次重修聖保祿教堂，由於居住在茨林圍的日本人多為建築師和藝術家，而且人力物力非常便宜，故會士在修建教堂時就雇用了圍內不少日本人。至1835年，聖保祿教堂失火燒剩牌坊和背後少量土牆後，原先住在圍內的日本人也離去。後來聖保祿教堂遺址的後半部份地段被用作擴展茨林圍（即今天主教藝術博物館背後及以東北的一段），便漸漸有民眾遷入，並把斜坡段分築，分成上、二、三、底四層列巷，住有近百戶人家。在最底處殘留的聖保祿教堂土牆還留有後門，可通往新勝街，寬度僅容一人上落。
約在1940年代，大炮台山腳木屋區發生大火，災民被安置到台山巴波沙坊，少部份則移到茨林圍。同時澳葡政府計劃把大三巴一帶劃為旅遊風景區，遂在茨林圍上層修築圍牆作為屏障，並在圍牆與大三巴之間開闢馬路，命名為「高園街（Rua de D. Belchior Carneiro）」，以作區別。

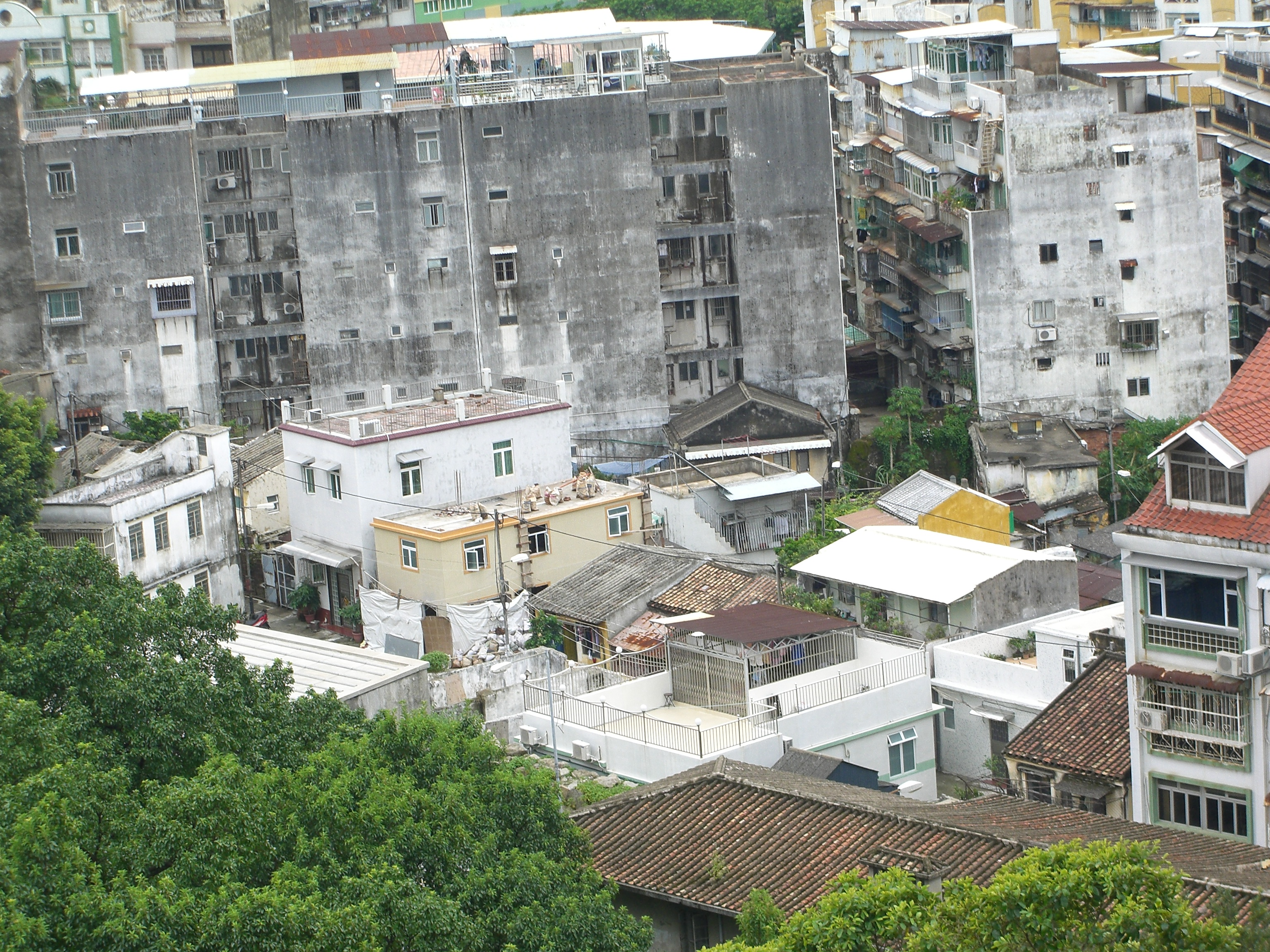
從大炮台遠眺茨林圍北段
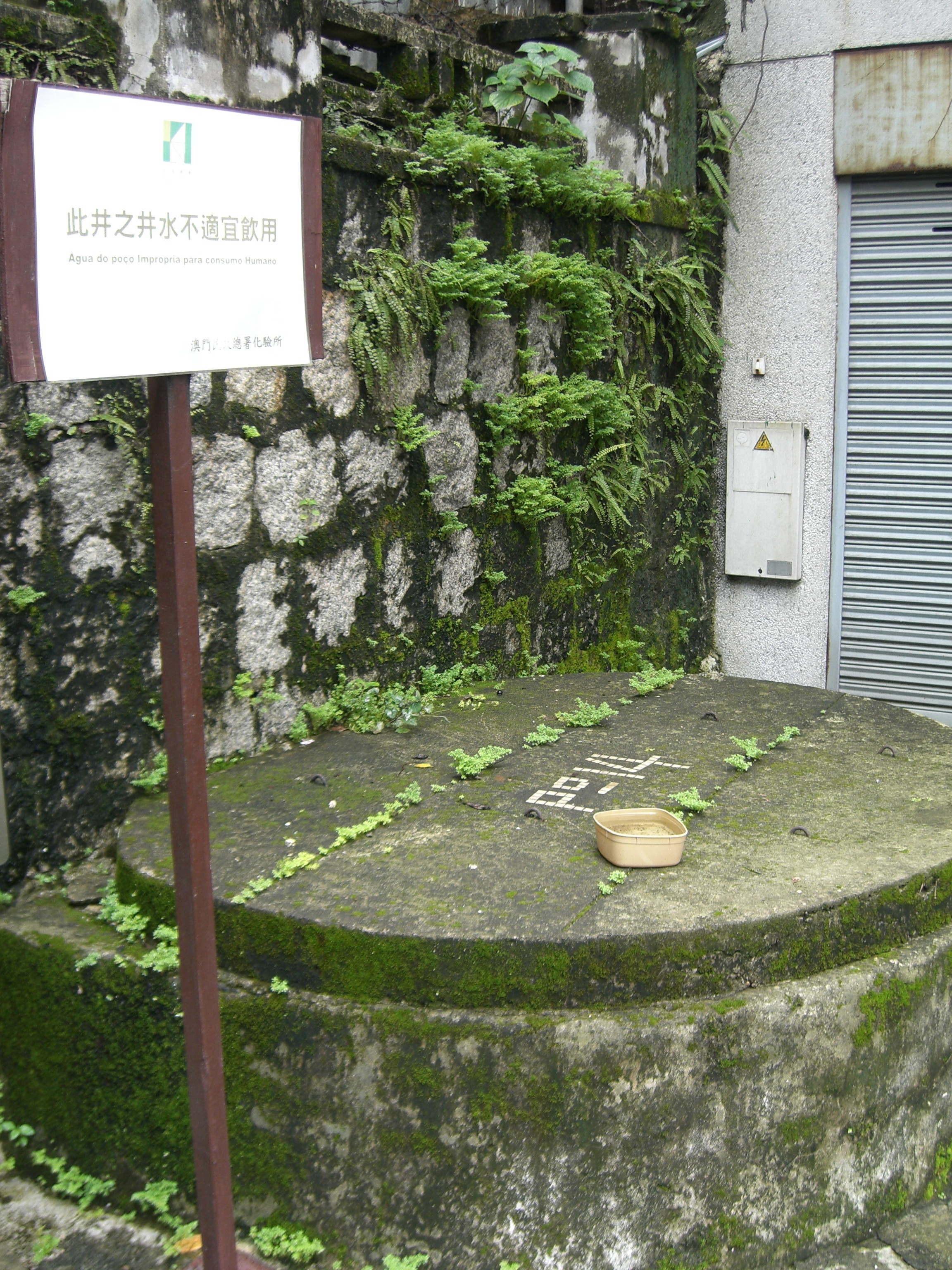
圍內的水井
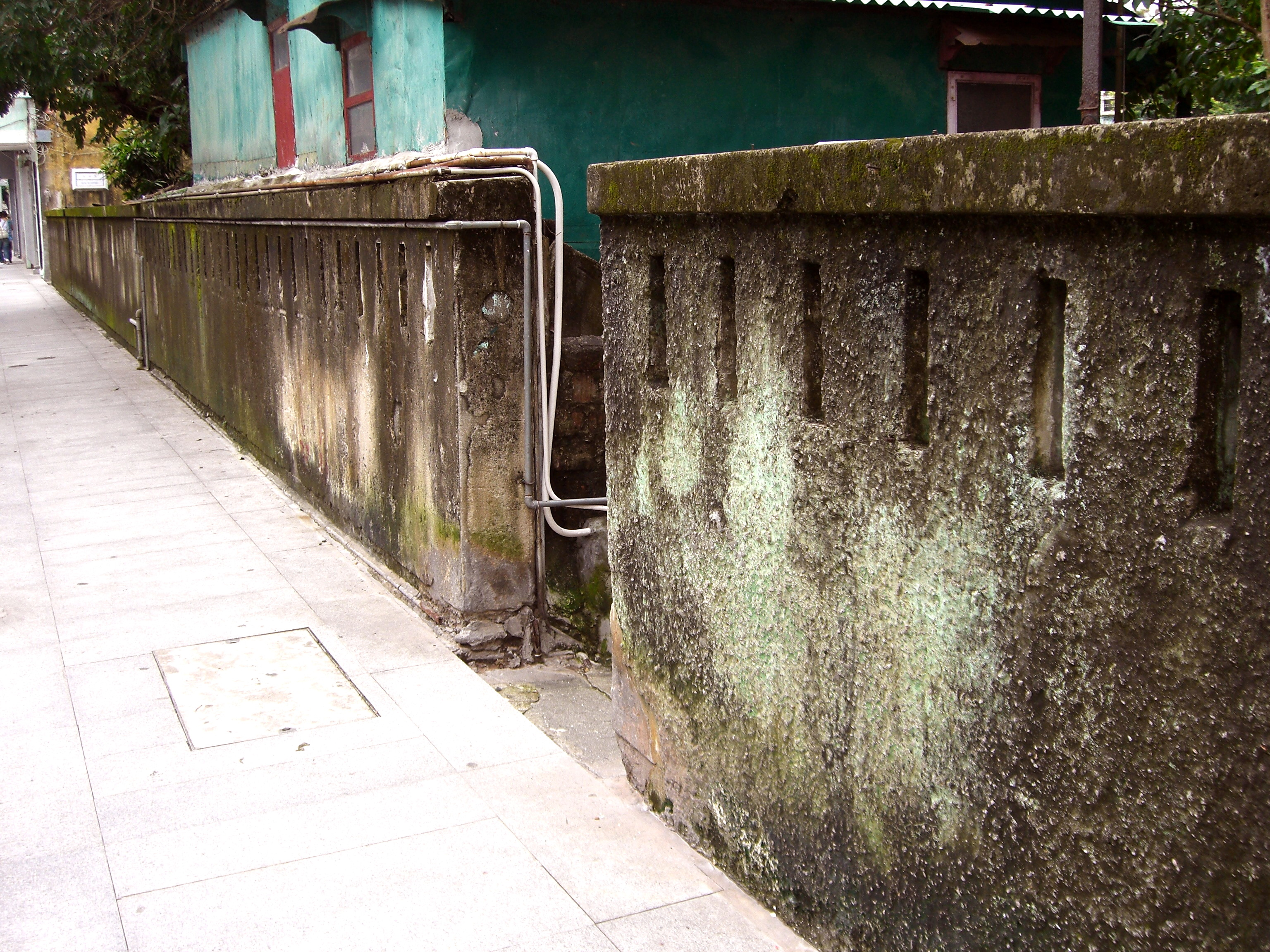
用作分隔的矮圍牆

## 境況

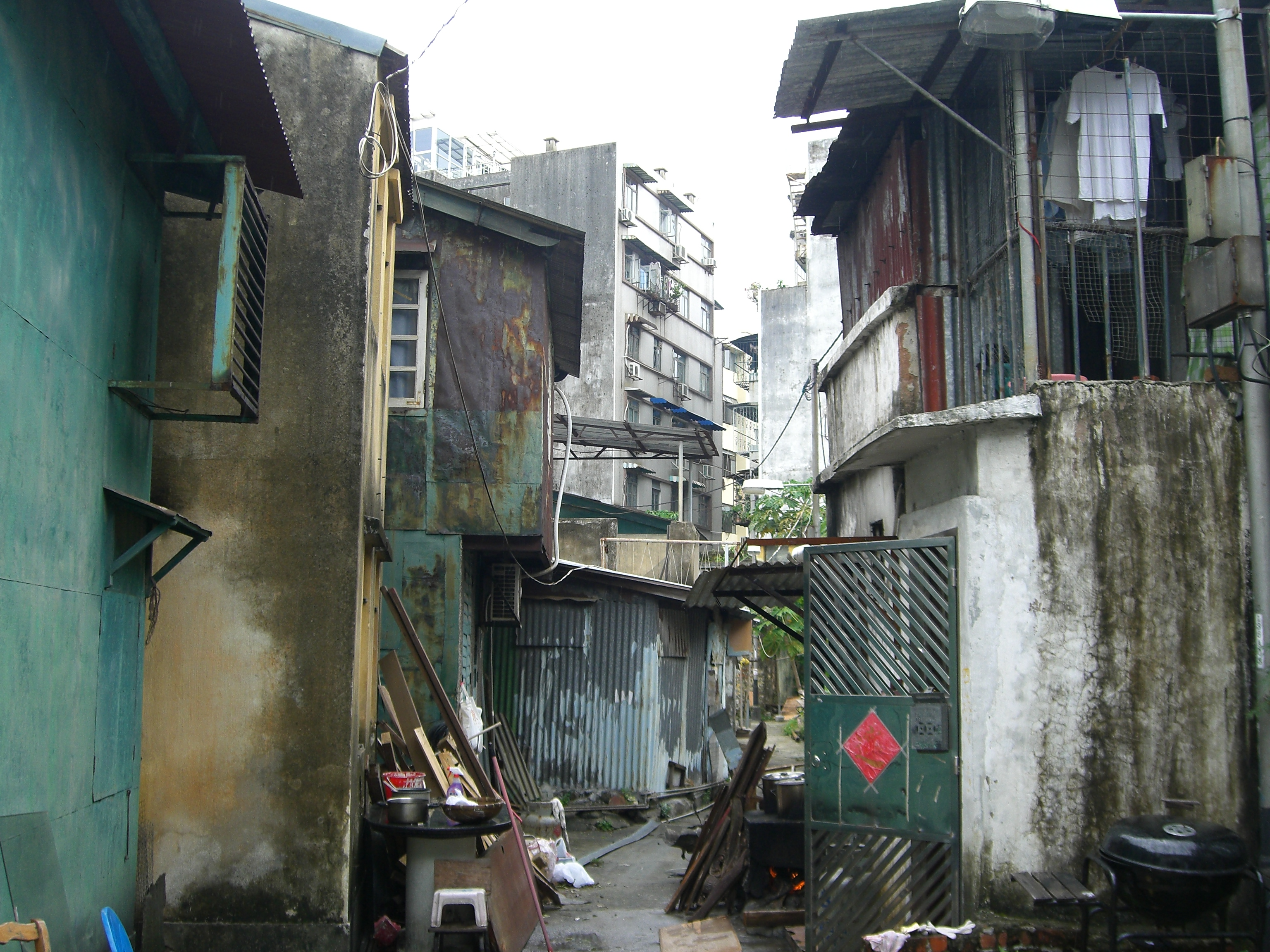
茨林圍裏的環境

由於澳葡政府修建矮牆分隔大三巴和茨林圍北段，故建築風格上茨林圍與高園街以南的地方有着明顯差異，圍內多為木屋、石屋或鍍鋅鐵皮平房。20世紀中期，圍內還有果樹種植，部份住戶更有飼養家禽。後來環境變化，有關當局在圍內修建下水道，並在巷上的路面鋪上混凝土，自此樹木疏落。而圍內的水井，其中半邊已被樓房掩蓋，只剩一半井口；水井仍能取水，但已不宜飲用。至21世紀初，仍住有數十戶人家，部份更養有惡狗看門，故在一些圍牆的入口處貼有「圍內有狗」警告；加上不少澳門人都以為茨林圍是掘頭路，皆不知有後門直通新勝街，故鮮少會有人進入茨林圍，使圍內顯得僻靜。而內裏也有不少樓房空置和塌陷，部份區域衞生環境差劣。
2003年，有關當局在計劃把大三巴牌坊周邊街道列為行人專用區時，就曾打算遷拆茨林圍，並興建為多層停車場，但因業權問題非常複雜而未能落實。而大三巴哪吒廟值理會則期望，茨林圍能被發展為一條特色圍村，成為旅遊景點。
2018年，市政署（前身為民政總署）持續舉辦「漫步澳門街—認識澳門」活動，其中推出新路線「圍」、「里」生活風情包括本處。據資料顯示，「圍」、「里」是澳門現存最小層級的道路，往日居民大多生活於此，他們在公共空間擺放桌椅吃飯、遊戲、聊天，故此，鄰居之間有著緊密的接觸與聯繫。該路線將串連一系列現存富有特色的「圍」、「里」，讓居民憶起昔日的生活風情，重拾過去的集體回憶。
2020年11月24日，文化局公布《全澳第三批不動產評定》並於翌日起舉行為期60日的公開咨詢，12項評建築文物項目中包括本處。在公佈公開咨詢後的首場咨詢會上，有與會者提及茨林圍一段的聖保祿學院遺址，指出該圍牆遺跡有數百年歷史，擔心需維修鄰近建築物時被認定為蓄意破壞文物。梁惠敏稱，如圍牆評定後，居民對可維修保養的地方有不清晰之處，可與文化局聯絡，當局會派員視察並給予相應意見，呼籲市民不必擔心「踩界」。
2021年5月，一批大三巴茨林圍居民關注組成員及多個地區坊會義工及街坊等數十人於圍內展開大範圍清潔工作。當日起分多次清走圍內垃圾，期間重點清走堆積已久的廢舊電器、金屬、木板以至家具等，為街坊營建舒適衛生的社區環境。作為澳門歷史悠久的古村落，毗鄰世遺大三巴牌坊，屬「澳門歷史城區」緩衝區地帶，至今估計約五十戶居民於此居住，以老一輩居多。關注組希望已倒塌房屋原地段待清理雜物後，當局能考慮暫時優化成為小型休憩區或打卡點，方便進圍觀光者留影。希望圍內得到優化，繼而美化，之後開展活化，吸引更多旅客觀光，成功打造一處新的遊點。
2021年10月21日，澳門特別行政區行政會完成討論《第三批不動產的評定》行政法規草案，其中“茨林圍圍牆遺跡”成功獲批，列作澳門被評定的不動產。
2022年4月27日，澳門城市規劃委員會舉行第三次平常會議，有委員關注茨林圍的基設並未完善，在保留文化歷史下先處理好基設再作長規工作，土地工務局局長黎永亮表示，茨林圍具文化價值，已聽取文化部門意見，保留及維持現時建築街道特點，條件允許的情況下再進一步完善小區的規劃。黎永亮補充，在未有城規委討論前，已聽取文化部門意見，保留及維持現時建築街道特點，條件允許的情況下再進一步完善小區的規劃。文化局局長梁惠敏回應稱，茨林圍具文化價值，正逐步進行遺蹟的維修工作，例如圍牆、古井等，會配合原居民的要求作溝通，保留歷史。

## 區內地標

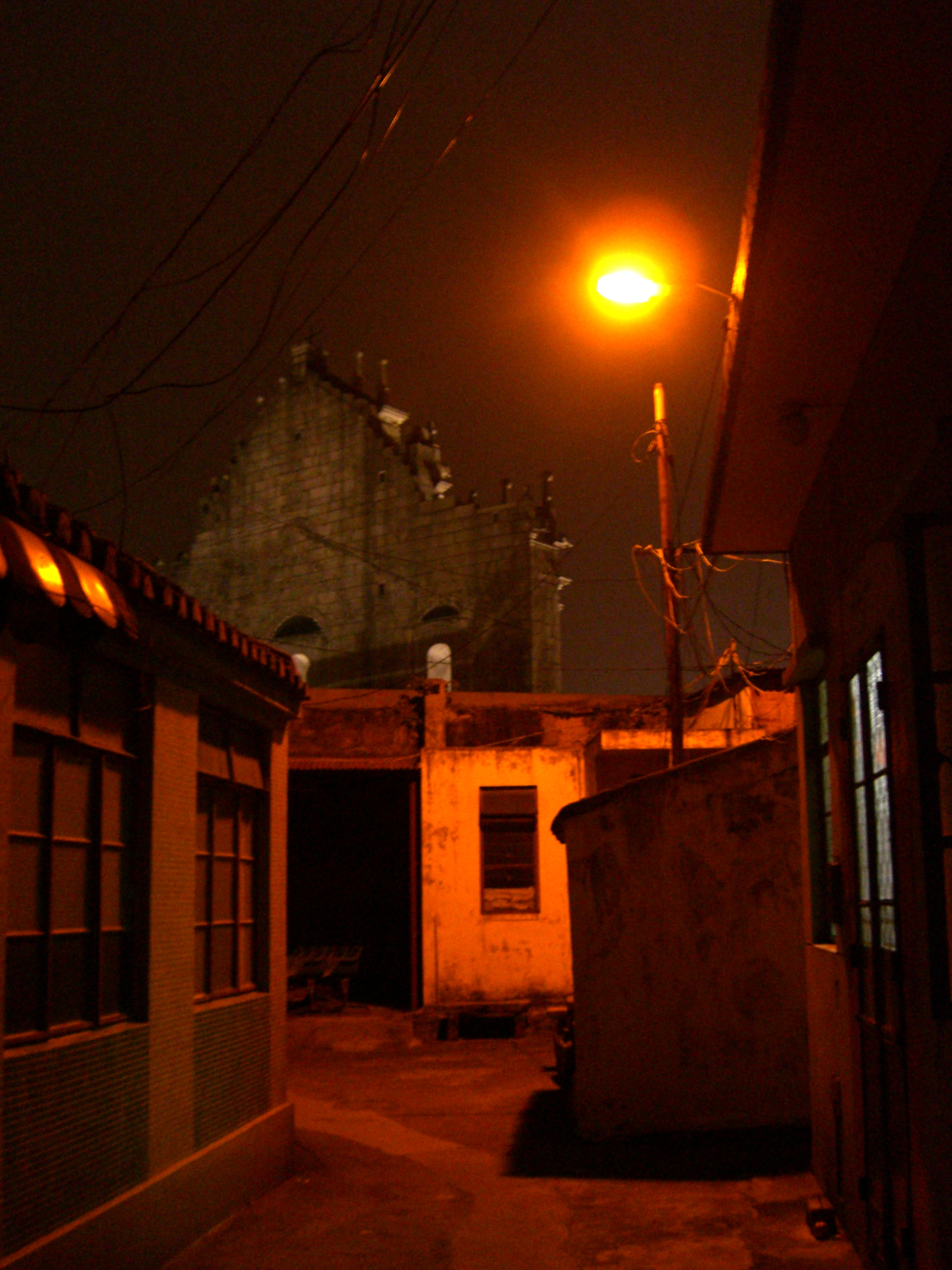
夜幕下從茨林圍眺看大三巴

哪咤展館
位於茨林圍頂端，於2012年開幕，佔地約70平方米，展示哪咤文化相關的物品。

## 備註
1. ↑  「茨」，粵音 /ci4/ （「慈」同音），意即馬鈴薯。但在澳廣視節目《圓咕碌週記》中被讀成 /syu6/（即「薯」）。
2. ↑   註:

## 外部連結
- （日語）